# Guala Bicchieri
Ne doit pas être confondu avec Guala de Brescia.
Guala Bicchieri (né vers 1150 à Verceil, au Piémont, Italie, et mort peu après le 30 juin 1227 à Rome) est un cardinal italien du XIIIe siècle. Il est membre de l'ordre des chanoines réguliers de S. Pietro di Pavia.

## Biographie
Guala est né dans le Piémont. Il a étudié le droit à Bologne.
Bicchieri est chanoine à Verceil et est évêque de Verceil de 1182 à 1184.
Le pape Innocent III le crée cardinal lors du consistoire de 1205. Il participe au concile de Latran de 1215, qui promeut la réforme de l'Église. Il est nommé légat du pape en Angleterre en janvier 1216 où il remplace Pandulf de Masca. Il couronne le roi Henri III d'Angleterre après avoir délégitimé les rebelles et excommunié le prince Louis de France (futur Louis VIII). Il joue un rôle clé dans la régence du roi Henri III. Il a joué un rôle important dans la mise en place de la réforme du concile de Latran en Angleterre, par exemple il a fortement influencé le mandat de 1218 qui impose le port du badge aux juifs (canon 68 de Latran IV). 
Le cardinal Bicchieri est également légat apostolique en France, en Allemagne. Il reçoit du roi l'abbaye de Saint-André de Chesterton. En 1219 il fonde l'église et l'abbaye de Saint-André à Verceil pour les chanoines réguliers de Saint-Pierre.
Le cardinal Bicchieri participe à l'élection d'Honorius III en 1227 et de Grégoire IX en 1227. Il exerce des missions diplomatiques à Florence, Romagne, Marches, Passau et Salzbourg.